# Holomelina disparilis
Holomelina disparilis är en fjärilsart som beskrevs av Augustus Radcliffe Grote 1866. Holomelina disparilis ingår i släktet Holomelina och familjen björnspinnare. Inga underarter finns listade i Catalogue of Life.